# Кондрашев, Пётр Иванович
Пётр Иванович Кондрашев (род. 16 июля 1949 года, Армавир, Краснодарский край, СССР) — предприниматель, крупнейший владелец ОАО «Сильвинит», почётный гражданин города Соликамск, автор научных работ и изобретений, кандидат технических наук, действительный член Академии горных наук.

## Биография
Пётр Кондрашев родился 16 июля 1949 года в городе Армавир Краснодарского края.
Получил диплом инженера в Магнитогорском горно-металлургическом институте им. Г. Н. Носова по специальности «горный инженер по технологии и комплексной механизации подземной разработки полезных ископаемых».
После окончания Магнитогорского горно-металлургического института Пётр Иванович приехал из Магнитогорска в Соликамск.
В 1972 году начал работать на Соликамском калийном комбинате горным мастером. В 1972—1978 годы работал горным мастером, начальником горного участка, заместителем главного инженера по горным работам рудника, начальником рудника, начальник производственно-технического отдела. Через 10 лет[уточнить] стал главным инженером Второго Соликамского калийного управления.
В 1982 году (по другим данным в 1978 году) назначен заместителем директора по производству объединения «Сильвинит».
В 1990 году трудовой коллектив «Сильвинита» выбрал Кондрашева генеральным директором. Он руководил приватизацией предприятия, а впоследствии стал одним из основных акционеров «Сильвинита».
В 2007 году отошёл от оперативного руководства компанией передав управление Ростяму Сабирову, оставшись членом совета директоров.
В 2010 году совладельцы «Сильвинита», включая Кондрашева, продали 47% акций структурам депутата Госдумы Зелимхана Муцоева и совладельца «Сибуглемета» Анатолия Скурова (№143) почти за $3 млрд.
В 2014 году купил Соликамский магниевый завод (СМЗ) у структур Сулеймана Керимова (№10). СМЗ производит редкоземельные металлы: 60% товарного магния в России — продукция завода.
В 2019 году Федеральная антимонопольная служба потребовала аннулировать покупку Кондрашевым СМЗ, так как сделки были не согласованы с ней. В октябре 2020 года Пермский арбитражный суд удовлетворил иск ФАС о признании недействительной сделки по покупке Кондрашевым акций ООО "Соликамский магниевый завод", заключенной в 2016 году В 2022 году по иску Генпрокуратуры акции СМЗ были возвращены в госсобственность.
По сообщениям СМИ, Кондрашев имел отношение к банкротству пермского "Экопромбанка" (лишен лицензии ЦБ в 2014 году). Интернет-издание Sostav.ru сообщало о том, что Кондрашев являлся "неформальным совладельцем банка". В связи с этим английские и европейские СМИ сообщали о возможной экстрадиции Кондрашева. В 2022 году Арбитражный суд Уральского округа оставил без изменений решение Семнадцатого арбитражного апелляционного суда, отказавшего в привлечении бывшего гендиректора ОАО «Сильвинит» Петра Кондрашева к субсидиарной ответственности по долгам Экопромбанка.
По некоторым данным, проживает в Австрии.

## Семья
Женат, двое детей.

## Изобретения
Является автором следующих изобретений:
- Устройство для хранения и выгрузки сыпучего материала.
- Способ подготовки камер для подземного складирования солешламовых отходов.
- Способ лечения аллергических дерматитов.
- Способ изоляции подземного хранилища токсичных отходов в соленосных породах.
- Способ захоронения токсичных отходов в горных выработках.
- Способ возведения гидрозакладочного массива в выработанном пространстве при камерной системе разработки.
- Состав для глушения скважин.
- Панель для климатического помещения.

## Награды и премии
Пётр Кондрашев получил следующие награды:
- 1996 год — нагрудный Знак «Шахтерская слава I степени» (полный кавалер знака[6]).
- 1997 год — Почётная грамота Федерации Независимых профсоюзов России.
- 1997 год — Почётная грамота Центрального Комитета Росхимпрофсоюза.
- 1997 год — персональная награда «Эртсмейкер» — нагрудный знак «За мудрость и гибкость политики управления».
- 1998 год — Орден Почёта Российской Федерации.
- 1999 год — Благодарность Президента Российской Федерации.
- 1999 год — Почетный Знак Российской Академии естественных наук «За пользу Отечеству».
- 2000 год — нагрудный Знак ФНПР «За активную работу в профсоюзах».
- 2002 год — золотой Знак «Горняк России» НП «Горнопромышленники России».
- 2002 год — Знак «За верность долгу» МВД РФ.
- 2004 год — Национальная премия имени Петра Великого, золотой знак и диплом лучшего менеджера России[6].

## Состояние
Входит в рейтинг журнала Forbes с 2008 года, занимая места с 39 (2009) по 54 (2008) с состояние с 850 млн долларов США (2009) по 1 800 млн долларов США (2008). В 2010 году занимал 50 место с состоянием 1 300 млн долларов США. В 2023 году занял 74 место в «Рейтинге российских миллиардеров» с состоянием $1,6 млрд.